# Чернієнко Дмитро Хрисанфович
Дмитро́ Хриса́нфович Черніє́нко (нар. 22 жовтня 1901 — пом. 18 серпня 1943) — радянський військовий діяч часів Другої світової війни, генерал-майор танкових військ (1943).

## Біографія
Народився 22 жовтня 1901 року в селі Пилипівка Добровеличківського району Кіровоградської області. Українець.

### Громадянська війна в Росії
У Червоній армії з червня 1920 року. Закінчив школу командного складу Східно-Сибірського ВО в грудні 1920 року й призначений командиром взводу 191-го стрілецького полку 64-ї бригади 40-ї стрілецької дивізії того ж округу. Брав участь в боях проти повстанців на території Народної Республіки Танну-Тува.
У лютому 1922 року переведений на посаду командира взводу 231-го стрілецького полку 26-ї стрілецької дивізії.

### Міжвоєнний період
У грудні 1923 року направлений на повторні курси середнього командного складу Східно-Сибірського ВО. Після їх закінчення командує взводом 77-го стрілецького полку 26-ї стрілецької дивізії, тво командира роти.
З січня 1925 року — курсант Омської піхотної школи ім. М. В. Фрунзе, після її закінчення у вересні 1927 року — командир взводу 78-го стрілецького полку 26-ї стрілецької дивізії окремої Червонопрапорної Далекосхідної армії.
З вересня 1928 по серпень 1929 року навчався на Ленінградських воєнно-політичних курсах ім. Ф. Енгельса. З листопада 1930 по січень 1931 року — слухач Ленінградських бронетанкових КУКС РСЧА. Після їх закінчення — командир навчальної танкової роти окремого танкового батальйону Білоруського ВО.
У 1933—1937 роках навчання у Військовій академії механізації та моторизації. Після закінчення академії — командир 12-го навчального танкового батальйону 12-го механізованої бригади, а після її реорганізації з 31 липня 1938 року — командир 117-го навчального танкового батальйону 24-ї легкої танкової бригади.
8 липня 1940 року бригаду переформовано у 8-му танкову дивізію 4-го механізованого корпусу Київського ОВО. Майор Чернієнко Д. Х. призначається в.о. начальника 1-го відділення штабу 8-ї танкової дивізії, а з серпня — начальник оперативного відділу штабу 4-го механізованого корпусу.

### Радянсько-німецька війна
У складі 4-го механізованого корпусу бере участь в прикордонних боях, у фронтовому контрударі в районі Дубно в липні 1941 року, в Київській оборонній операції.
Після розформування механізованих корпусів, з жовтня 1941 року начальник штабу 10-ї танкової бригади, яка в складі військ 38-ї та 21-ї армій Південно-Західного фронту вела важкі бої на Полтавщині та Харківщині.
З грудня 1941 року — командир сформованої на території Північно-Кавказького ВО 49-ї танкової бригади. У квітні 1942 року бригада залізницею переправлена в Липецьк, де увійшла до складу 1-го танкового корпусу.
З травня 1943 року полковник Д. Х. Чернієнко — командир 31-го танкового корпусу 1-ї танкової армії.
7 червня 1943 року Д. Х. Чернієнку присвоєно звання «генерал-майор танкових військ».
Корпус під його командуванням успішно діяв в ході Бєлгородсько-Харківської наступальної операції, відзначився в бою в районі села Томаровка (30 км західніше м. Бєлгород) та при відбитті контрудару до 4 танкових дивізій противника з району м. Охтирка на м. Богодухів.
Загинув 18 серпня 1943 року від вибуху мінометної міни. Похований в місті Богодухів Харківської області.

## Нагороди
- Два ордени Червоного Прапора;
- Орден Кутузова 2-го ступеня;
- Медаль «XX років Робітничо-Селянській Червоній Армії».